# Szturm Jekaterynodaru (kwiecień 1918)

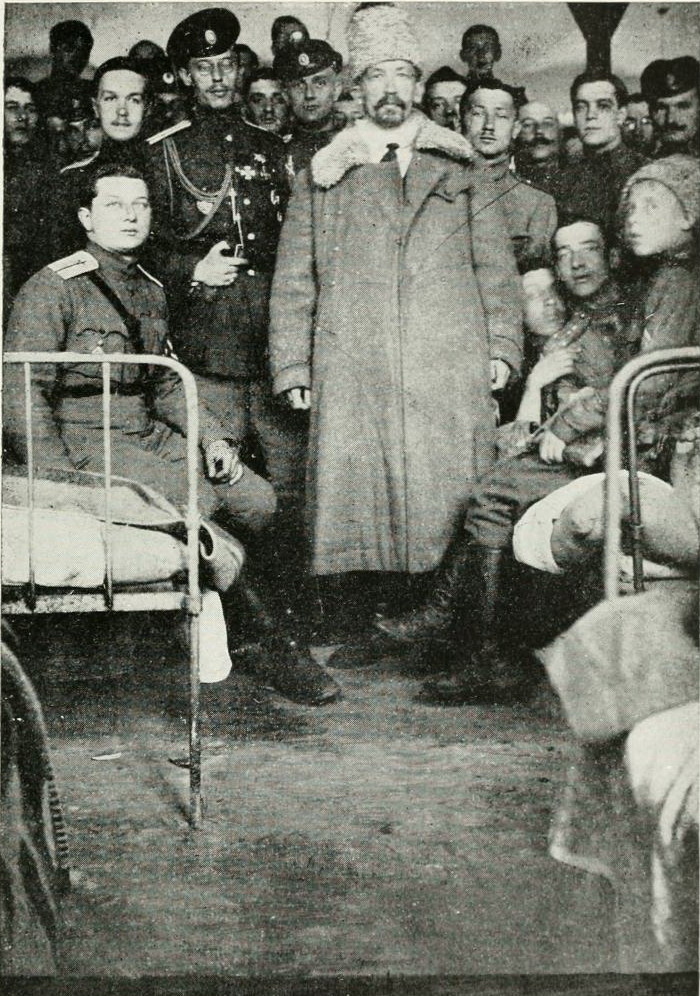
Ławr Korniłow dowodził nieudanym oblężeniem Jekaterynodaru i zginął w jego trakcie. Na fot. zimą 1917/1918 w Nowoczerkasku, przed wymarszem na Kubań

Szturm Jekaterynodaru w kwietniu 1918 r. – operacja świeżo utworzonej białej Armii Ochotniczej gen. Michaiła Aleksiejewa i gen. Ławra Korniłowa przeciwko siłom czerwonych dowodzonych przez Aleksieja Awtonomowa i Iwana Sorokina, mająca na celu przejęcie kontrolowanego przez bolszewików Jekaterynodaru. Finał i decydujący moment marszu Armii Ochotniczej znad Donu na Kubań.  
Próba zajęcia miasta przez białych zakończyła się niepowodzeniem, a gen. Ławr Korniłow zginął.

## Utworzenie Armii Ochotniczej i marsz na Kubań
Gen. Michaił Aleksiejew przybył do Nowoczerkaska nad Donem w listopadzie 1917, by tworzyć tam centralny ośrodek ruchu walczącego z bolszewikami, mającymi już wówczas w konsekwencji przewrotu z 6/8 listopada pełną kontrolę nad stolicą w Piotrogrodzie. Do białych sił zbrojnych, nazwanych Armią Ochotniczą, zgłaszali się niemal wyłącznie wyżsi oficerowie rozpadającej się dotychczasowej armii rosyjskiej, pewna grupa młodych oficerów oraz kadeci. Przez dwanaście tygodni przebywania w Nowoczerkasku, a następnie Rostowie nad Donem biali nie osiągnęli spodziewanego poparcia, uzyskując jedynie niewielkie wsparcie finansowe Ententy oraz rosyjskich kół biznesowych. Tymczasem tworzona naprędce grupa wojsk czerwonych pod dowództwem Władimira Antonowa-Owsiejenki bezpośrednio zagroziła tworzącym się siłom białych, zmierzając w kierunku Nowoczerkaska i Rostowa. 
Wobec perspektywy opanowania miasta przez czerwonych gen. Ławr Korniłow w nocy z 21 na 22 lutego 1918 wyszedł z czterotysięcznymi siłami z Rostowa i udał się na południe przez stepy w kierunku Północnego Kaukazu. Natychmiast po tym wydarzeniu do Rostowa wkroczyła kolumna oddziałów Antonowa-Owsiejenki dowodzona przez Rudolfa Siwersa. Razem z białymi podążała kilkutysięczna grupa uciekającej ludności cywilnej. Marsz Armii Ochotniczej nazwany został następnie Lodowym.

Marsz Armii Ochotniczej w kierunku Krasnodaru (i odwrót po przerwaniu szturmu)

Armia Ochotnicza posuwała się naprzód, omijając linie kolejowe i osady, uchodząc przed pościgiem znacznie silniejszych liczebnie sił czerwonych. Czerwona Gwardia posiadała w regionie nawet 100 tys. ludzi, byłych żołnierzy armii carskiej, którzy byli jednak bardzo źle zorganizowani. Po pięćdziesięciu dniach marszu i stoczeniu ok. 40 bitew z czerwonymi Armia Ochotnicza dotarła 17 marca do stanicy Nowodmitrijewskiej, gdzie połączyła się z Kozakami kubańskimi atamana Aleksandra Filimonowa i gen. Wiktora Pokrowskiego. Tym samym siły białych wynosiły sześć tysięcy ludzi. W Nowodmitrijewskiej Armia Ochotnicza pozostała do 22 marca, odpierając kierowane od strony stanicy Grigorjewskiej ataki czerwonych pod dowództwem Aleksieja Awtonomowa. 30 marca gen. Ławr Korniłow zdecydował, iż celem natarcia Armii Ochotniczej będzie Jekaterynodar. Bolszewicy objęli władzę w tym mieście dwa tygodnie wcześniej.

## Przebieg walk o Jekaterynodar
Biali zdawali sobie sprawę z tego, że siły, jakimi dysponowali w Jekaterynodarze dowodzący czerwonymi Aleksiej Awtonomow i Iwan Sorokin przewyższały liczebnie ich własne (według Smelego - 18 tys. czerwonych). Wywiad Armii Ochotniczej zorientował się również, że Awtonomow i Sorokin mieli w najbliższym czasie otrzymać uzupełnienia. Równocześnie jednak wywiadowcy donosili Korniłowowi o demoralizacji i rozprężeniu w szeregach przeciwnika. Dowódcy białych wierzyli również we własne siły, mając w pamięci udane odpieranie ataków przeważających liczebnie czerwonych podczas Marszu Lodowego. W razie udanego szturmu miasta Korniłow spodziewał się uczynić z niego centrum ruchu białych, miejsce, gdzie w oparciu o Kozaków kubańskich Armia Ochotnicza będzie mogła zostać znacząco wzmocniona.
Korniłow postanowił zaatakować, przerzucając swoje siły na promach przez rzekę Kubań na wysokości stanicy Jelizawietinskiej na zachód od miasta. Jego oddziały były zbyt szczupłe, by zorganizować pełne oblężenie miasta; na odcinku południowym zamierzał ograniczyć się do przerwania łączności Jekaterynodaru z Noworosyjskiem. Czerwoni błędnie ocenili zamierzenia przeciwnika, spodziewając się uderzenia z południa.

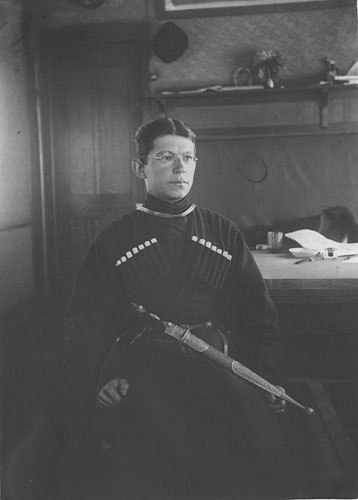
Aleksiej Awtonomow dowodził obroną Jekaterynodaru przed białymi

Szturm rozpoczął się 10 kwietnia od zajęcia przez oddział gen. Iwana Erdelego przeprawy przez Kubań. Następnego dnia rankiem Armia Ochotnicza odcięła linie kolejowe wychodzące z Jekaterynodaru na północ i zaczęła okrążać miasto. Korniłow postanowił przyspieszyć natarcie, by zająć miasto jeszcze przed nadejściem bolszewickich posiłków. Walki 11 kwietnia były bardzo zacięte. Po pierwszych sukcesach białych nastąpiło kontrnatarcie czerwonych, następnie cała seria ataków i kontrataków. Dowodzący obroną Aleksiej Awtonomow umiejętnie wykorzystywał przewagę liczebną bolszewików. Białym udało się opanować przedmieścia, ale próby przeniknięcia dalej były skutecznie odpierane.
12 kwietnia Pułk Oficerski pod dowództwem gen. Siergieja Markowa odniósł poważny sukces, zajmując budynki koszar konnicy i artylerii, co miało otworzyć drogę do dalszych natarć z kierunku północnego. Jednak natarcie podążającego za nim Pułku Korniłowskiego załamało się, gdy najpierw zginął dowodzący nim Mitrofan Nieżencew, a zastępujący go Władimir Indiejkin został ciężko ranny. Po zmroku tego dnia gen. Boris Kazanowicz zdołał z kolei przerwać linię obrony czerwonych i przedrzeć się aż do centrum miasta, jednak na skutek problemów z łącznością i załamania morale w jednostkach białych po utracie lubianych dowódców nie podążył za nim żaden inny oddział. Kazanowicz, przekonawszy się w sytuacji, wycofał się, przekonując napotkane siły czerwonych, że dowodzona przez niego grupa to "czerwony pułk kaukaski". Tego dnia biali byli najbliżej zajęcia Jekaterynodaru. W kolejnych dniach ich szturmy były odpierane, Armii Ochotniczej zaczęło brakować amunicji, a część Kozaków kubańskich porzuciła Korniłowa, nie wierząc w powodzenie operacji. Zginęła większość białych dowódców pułków, batalionów i kompanii. Biali stracili półtora tysiąca zabitych i tyle samo rannych. Czerwoni tymczasem otrzymywali posiłki z Tichorieckiej, stanicy Kawkazskiej oraz z Noworosyjska, gdyż Armia Ochotnicza nie zdołała odciąć odpowiednich linii kolejowych. Mimo wszystkich czynników Korniłow zdecydował o kontynuowaniu szturmu, twierdząc, że w razie odstąpienia Armia Ochotnicza jest skazana na zagładę.

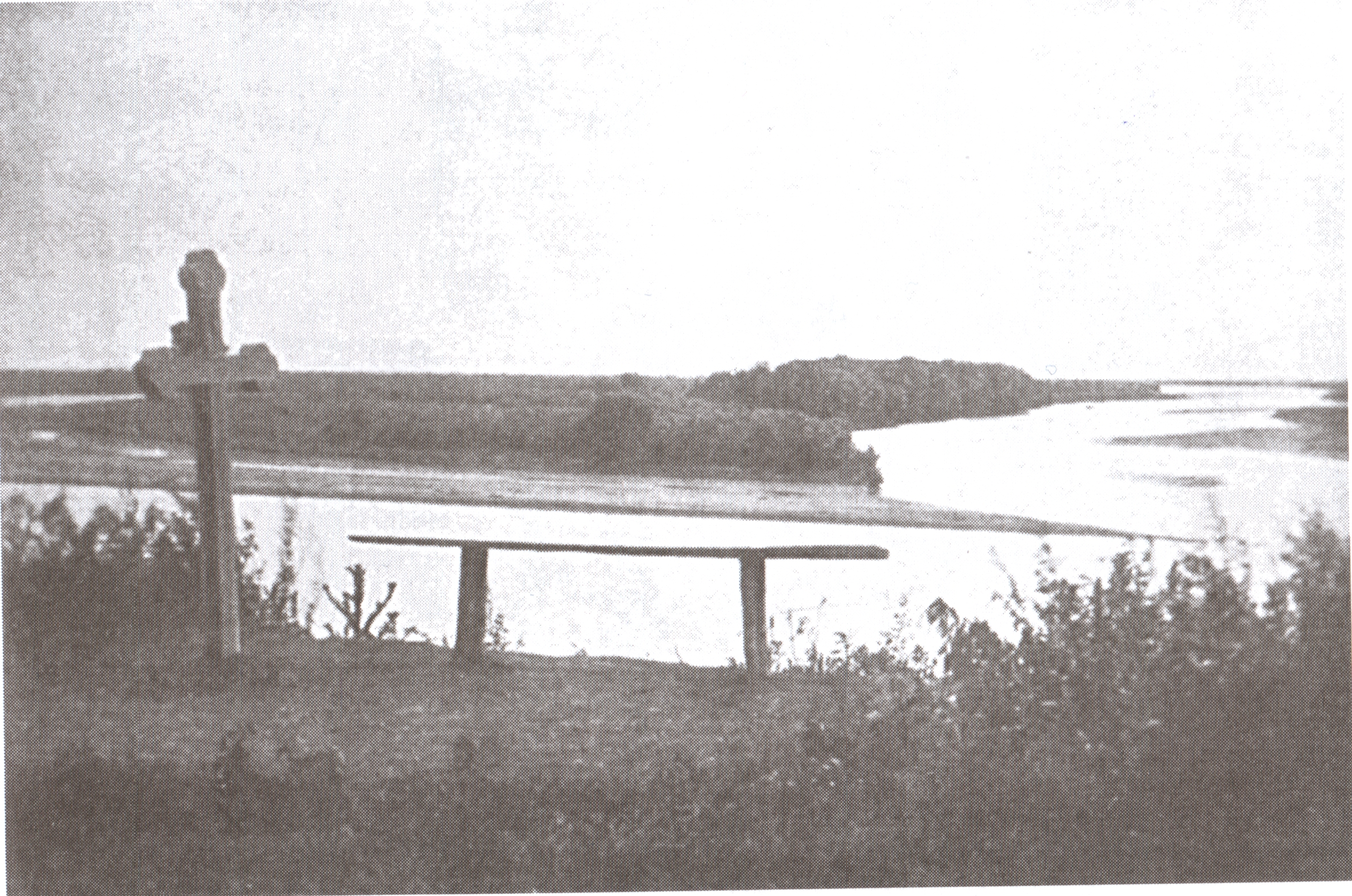
Miejsce śmierci Korniłowa

13 kwietnia artyleria czerwonych uderzyła w kwaterę Korniłowa. Generał zginął na miejscu. Dowództwo Armii Ochotniczej przejął gen. Anton Denikin, który zdecydował o natychmiastowym przerwaniu prób zajęcia miasta, uznając, że morale żołnierzy po śmierci Korniłowa całkowicie upadło. Denikin wyprowadził ocalałe siły białych z powrotem na step. 